# Chionofil
Chionofil – organizm należący do fauny naśnieżnej, przystosowany do przebywania w niskich temperaturach, typowych dla strefy podbiegunowej. Chionofile pojawiają się w zimie, ale występują także w innych porach roku, są one odporne na mróz, ale nie wykształciły morfologicznych lub fizjologicznych przystosowań do życia w niskich temperaturach. Wiele chionofili to relikty polodowcowe.
Najpospolitszymi chionofilami są larwy chrząszczy z rodziny omomiłków (Cantharidae), przedstawicielem których jest Cantharis fusca. W zimie na śniegu pojawiają się larwy tego omomiłka, a postacie doskonałe (imago) występują od czerwca do sierpnia. Larwy omomiłków są największymi owadami jakie spotykamy na śniegu (wielkość do 2 cm). W średniowieczu masowe pojawienie na śniegu czarno ubarwionych larw omomiłków uważano za zapowiedź nadchodzących klęsk, chorób, wojen i innych nieszczęść.
Wśród chionofili są niektóre motyle z rodziny miernikowców (Geometridae), a zwłaszcza przedzimki (Operophtera) i zimowki (Agriopis). Imagines tych gatunków spotykane są w listopadzie i grudniu, a larwy żerują w miesiącach letnich. Samice są bezskrzydłe, dzięki czemu nie tracą one energii na latanie, a jedynie poświęcają ją w całości na złożenie jaj. 
W grupie chionofili spotykane są także skoczogonki (Collembola), chruściki (Trichoptera) z rodzaju Chaetopteryx, np. pospolity w Polsce Chaetopteryx villosa oraz liczne muchówki: ochotkowate (Chironomidae), pozmrokowate (Trichoceridae) i grzybiarkowate (Mycetophilidae).